# Pseudocremastus radialis
Pseudocremastus radialis är en stekelart som beskrevs av Szepligeti 1905. Pseudocremastus radialis ingår i släktet Pseudocremastus och familjen brokparasitsteklar. Inga underarter finns listade i Catalogue of Life.